# Enrique Bazañez Trevethan
Jaime Enrique Basañez Trevethan (23 de agosto de 1957, Poza Rica de Hidalgo, Veracruz) es un arquitecto y político mexicano afiliado al Partido Revolucionario Institucional. Fue presidente municipal de Poza Rica de Hidalgo de 1995 a 1997. Fue diputado federal en la Cámara de Diputados de México por el Distrito electoral federal 5 de Veracruz.